# Tharaka
Tharaka är en ort i distriktet Tharaka i provinsen Östprovinsen i Kenya.